# Livermorium
Livermorium (tidigare ununhexium) är ett syntetiskt grundämne i periodiska systemet som har den kemiska beteckningen Lv (tidigare Uuh) och atomnummer 116.

## Historik
1999 rapporterades det att forskare vid Lawrence Berkeley National Laboratory (LBNL) hade lyckats framställa någon atom av livermorium genom att slå samman kryptonisotopen 86Kr med blyisotopen 208Pb, totalt 118 protoner och 176 neutroner, som efter utsändning av en neutron och en alfapartikel bildat den instabila kärnan 289116. Dock lyckades inget annat laboratorium, och inte heller LBNL, reproducera experimentet. I juni 2002 drogs upptäckten tillbaka efter att det bekräftats att data hade fabricerats.
Forskare vid Joint Institute for Nuclear Research i Dubna har senare rapporterat att de lyckats framställa enstaka atomer av livermorium.
Livermorium är uppkallat efter Lawrence Livermore National Laboratory i USA.